# Arriance
Arriance est une commune française située dans le département de la Moselle et le bassin de vie de la Moselle-est, en région Grand Est.

## Géographie

### Communes limitrophes
|       | Hémilly  |             |
| Herny | Arriance | Mainvillers |
|       |          | Many        |

### Hydrographie
La commune est située dans le bassin versant du Rhin au sein du bassin Rhin-Meuse. Elle est drainée par le ruisseau l'Aisne.

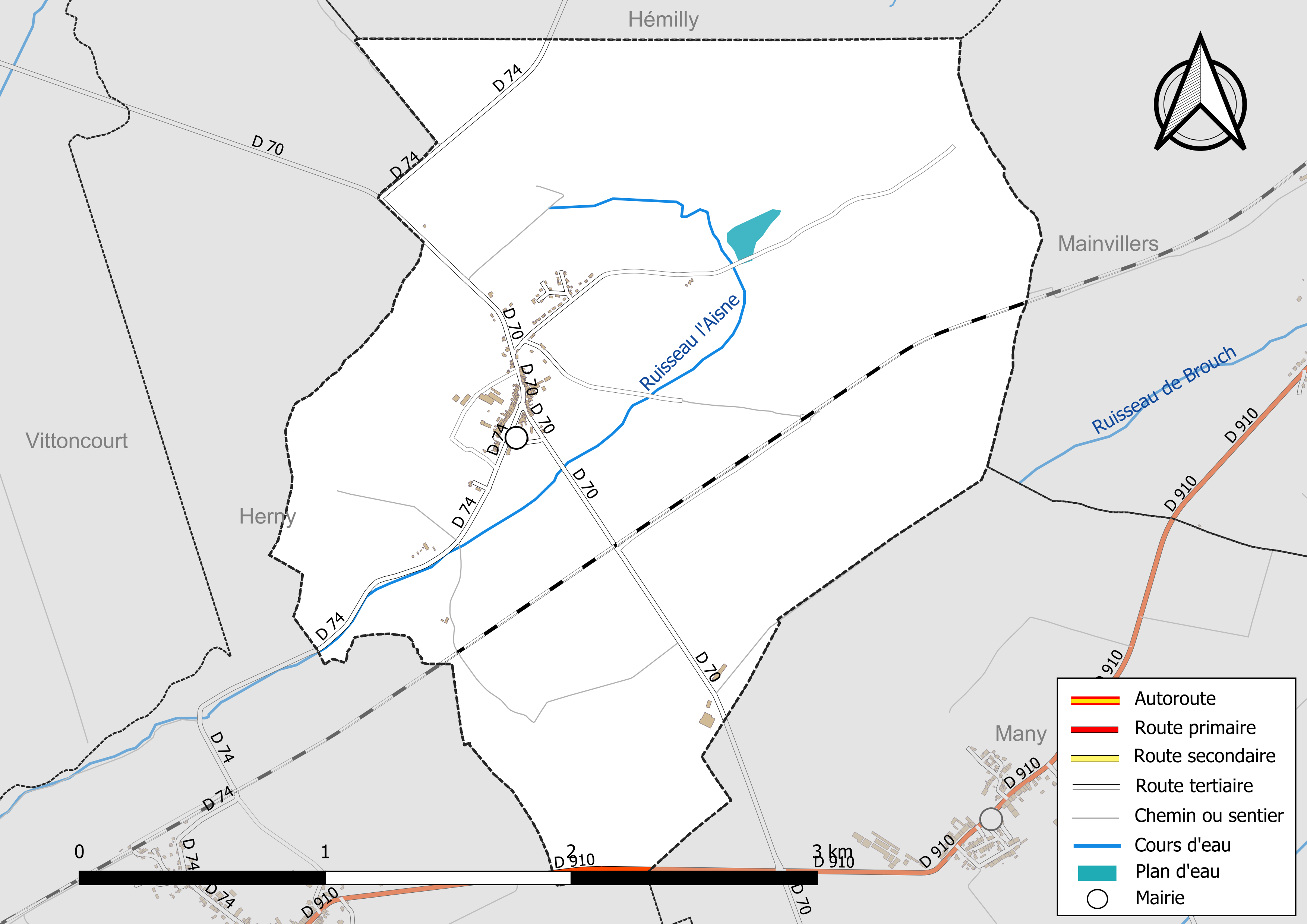
Réseaux hydrographique et routier d'Arriance.

### Climat
Pour des articles plus généraux, voir Climat du Grand Est et Climat de la Moselle.
En 2010, le climat de la commune est de type climat des marges montargnardes, selon une étude du Centre national de la recherche scientifique s'appuyant sur une série de données couvrant la période 1971-2000. En 2020, Météo-France publie une typologie des climats de la France métropolitaine dans laquelle la commune est exposée à un climat semi-continental et est dans la région climatique Lorraine, plateau de Langres, Morvan, caractérisée par un hiver rude (1,5 °C), des vents modérés et des brouillards fréquents en automne et hiver.
Pour la période 1971-2000, la température annuelle moyenne est de 9,7 °C, avec une amplitude thermique annuelle de 16,9 °C. Le cumul annuel moyen de précipitations est de 793 mm, avec 11,8 jours de précipitations en janvier et 9,3 jours en juillet. Pour la période 1991-2020, la température moyenne annuelle observée sur la station météorologique de Météo-France la plus proche, « Lesse_sapc », sur la commune de Lesse à 6 km à vol d'oiseau, est de 10,7 °C et le cumul annuel moyen de précipitations est de 694,0 mm. 
La température maximale relevée sur cette station est de 40 °C, atteinte le 25 juillet 2019 ; la température minimale est de −20,7 °C, atteinte le 20 décembre 2009,,.
Les paramètres climatiques de la commune ont été estimés pour le milieu du siècle (2041-2070) selon différents scénarios d'émission de gaz à effet de serre à partir des nouvelles projections climatiques de référence DRIAS-2020. Ils sont consultables sur un site dédié publié par Météo-France en novembre 2022.

## Urbanisme

### Typologie
Au 1er janvier 2024, Arriance est catégorisée commune rurale à habitat dispersé, selon la nouvelle grille communale de densité à sept niveaux définie par l'Insee en 2022.
Elle est située hors unité urbaine. Par ailleurs la commune fait partie de l'aire d'attraction de Metz, dont elle est une commune de la couronne,. Cette aire, qui regroupe 245 communes, est catégorisée dans les aires de 200 000 à moins de 700 000 habitants,.

### Occupation des sols
L'occupation des sols de la commune, telle qu'elle ressort de la base de données européenne d’occupation biophysique des sols Corine Land Cover (CLC), est marquée par l'importance des territoires agricoles (83,7 % en 2018), une proportion identique à celle de 1990 (83,7 %). La répartition détaillée en 2018 est la suivante : 
terres arables (67,8 %), forêts (16,3 %), zones agricoles hétérogènes (15,9 %). L'évolution de l’occupation des sols de la commune et de ses infrastructures peut être observée sur les différentes représentations cartographiques du territoire : la carte de Cassini (XVIIIe siècle), la carte d'état-major (1820-1866) et les cartes ou photos aériennes de l'IGN pour la période actuelle (1950 à aujourd'hui).

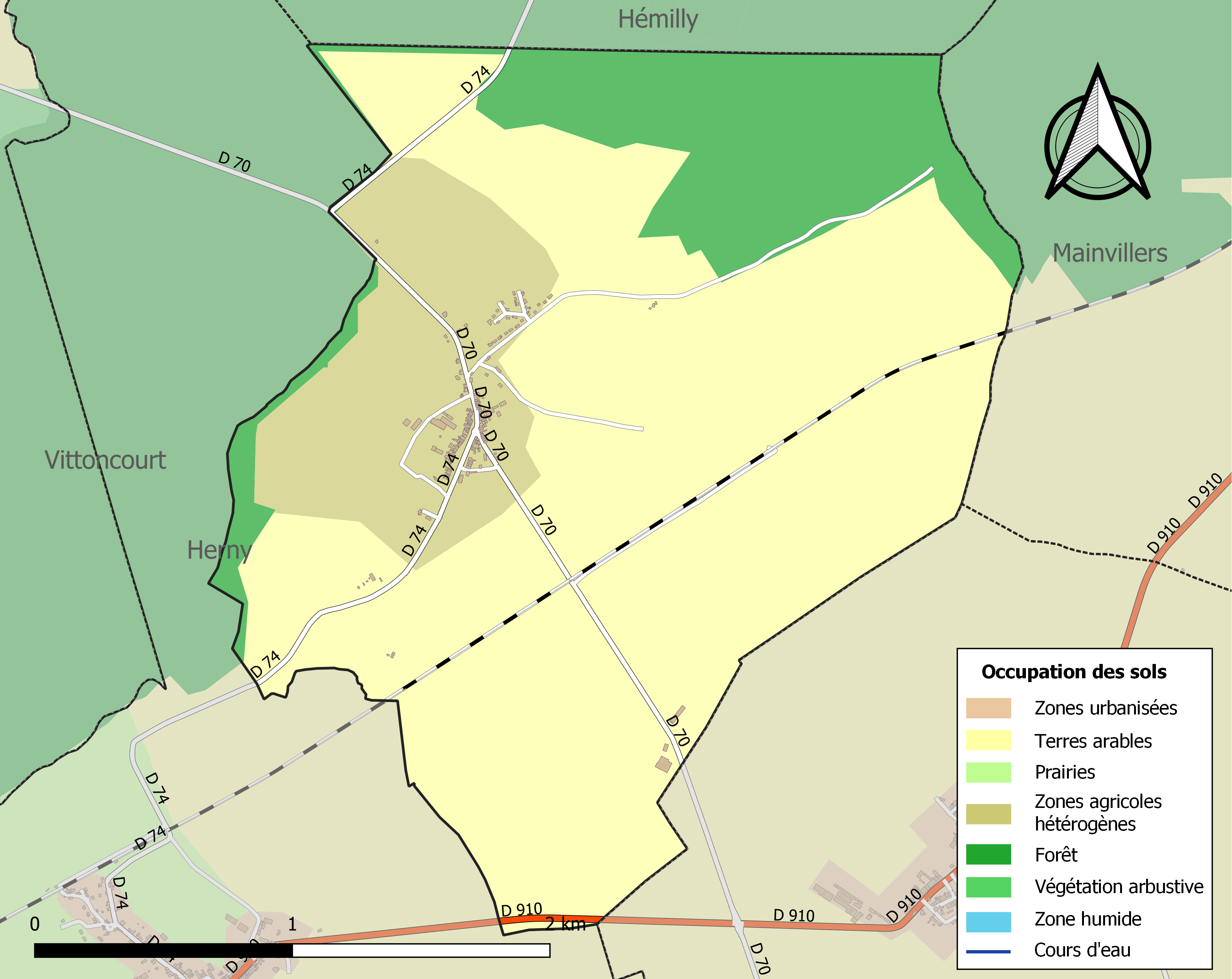
Carte des infrastructures et de l'occupation des sols de la commune en 2018 (CLC).

## Toponymie
- Argencha (1121)[13], Argenza (1180), Ayriance (1276), Argentz (1468), Orriens (1561)[14], Arriance (1793), Argenchen (1871-1918), Argen (1940-1944).
- En Lorrain : Airiance. En allemand : Argensgen[14].

## Histoire

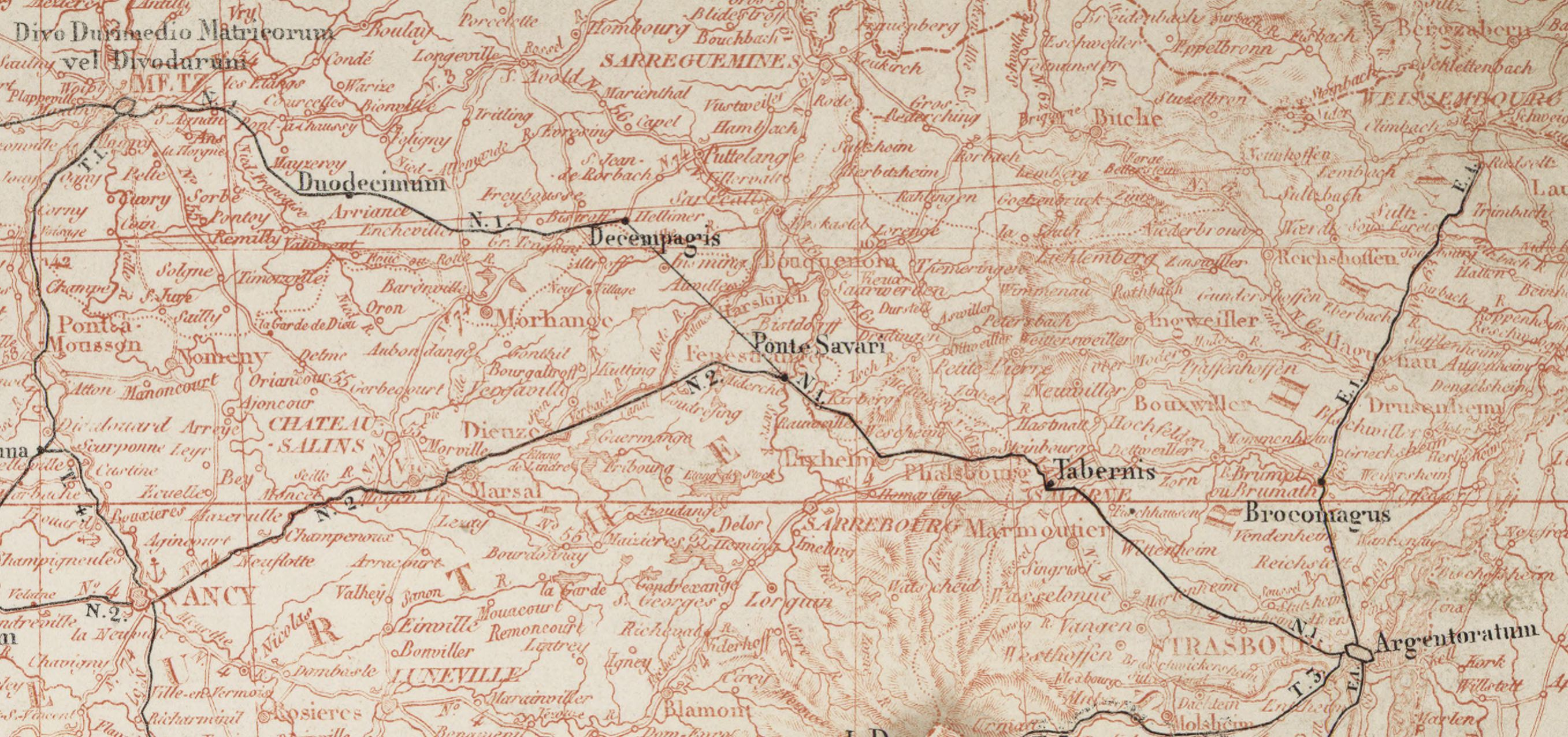
Tracé de la voie romaine Metz-Strasbourg.

Anciennement « Argentha », mentionné en 1121. Fief lorrain acquis en 1457 par le chapitre de la cathédrale de Metz. Relevait de deux seigneuries : celle de l'abbaye de Saint-Pierre et celle de la famille de Varsberg. 
 A fait partie du bailliage de Boulay. Cédée à la France en 1766. 
 Annexe jusqu'en 1753 de la paroisse de Herny, puis érigée en paroisse de l'archiprêtré de Haboudange.

## Politique et administration
| Période                                  | Période  | Identité        | Étiquette | Qualité |
| ---------------------------------------- | -------- | --------------- | --------- | ------- |
| Les données manquantes sont à compléter. |          |                 |           |         |
| 1980                                     | 1989     | Georges Jacob   |           |         |
| 1989                                     | 1995     | Guy Lallement   |           |         |
| 1995                                     | 2014     | Jean-Luc Becker |           |         |
| 2014                                     | En cours | Jean-Marc Jacob |           |         |

## Démographie
L'évolution du nombre d'habitants est connue à travers les recensements de la population effectués dans la commune depuis 1793. Pour les communes de moins de 10 000 habitants, une enquête de recensement portant sur toute la population est réalisée tous les cinq ans, les populations de référence des années intermédiaires étant quant à elles estimées par interpolation ou extrapolation. Pour la commune, le premier recensement exhaustif entrant dans le cadre du nouveau dispositif a été réalisé en 2004.

En 2022, la commune comptait 216 habitants, en évolution de +2,86 % par rapport à 2016 (Moselle : +0,52 %, France hors Mayotte : +2,11 %).
| 1793 | 1800 | 1806 | 1821 | 1836 | 1841 | 1861 | 1866 | 1871 |
| ---- | ---- | ---- | ---- | ---- | ---- | ---- | ---- | ---- |
| 372  | 375  | 443  | 466  | 472  | 450  | 395  | 386  | 359  |

| 1875 | 1880 | 1885 | 1890 | 1895 | 1900 | 1905 | 1910 | 1921 |
| ---- | ---- | ---- | ---- | ---- | ---- | ---- | ---- | ---- |
| 359  | 333  | 322  | 315  | 293  | 274  | 256  | 249  | 207  |

| 1926 | 1931 | 1936 | 1946 | 1954 | 1962 | 1968 | 1975 | 1982 |
| ---- | ---- | ---- | ---- | ---- | ---- | ---- | ---- | ---- |
| 206  | 199  | 191  | 138  | 153  | 182  | 186  | 165  | 225  |

| 1990 | 1999 | 2004 | 2006 | 2009 | 2014 | 2019 | 2022 | - |
| ---- | ---- | ---- | ---- | ---- | ---- | ---- | ---- | - |
| 213  | 226  | 234  | 227  | 232  | 212  | 215  | 216  | - |

## Culture locale et patrimoine

### Lieux et monuments

#### Édifices civils
- Passage de la voie romaine Metz-Keskastel.
- Moulin du Gravelot : il servait autrefois à moudre le grain et filer la laine. Il a été détruit pendant la Seconde Guerre mondiale et appartenait jusqu'en 1985 à la famille Flamant. Le moulin était situé sur le cours d'un ruisseau prenant sa source entre Many et Herny appelé « haut de fontaine ». Subsistent encore la retenue d'eau et la chute.

#### Édifices religieux
- Église Saint-François-d'Assise XVIIIe siècle, remaniée XIXe siècle.
- Oratoire.

### Héraldique
| Blason de Arriance | Blason  | Parti : au 1er de gueules à la clef d'or, adextrée d'une croix patriarcale d'argent, au 2e de sable au lion d'argent, couronné, armé et lampassé d'or. |
| Blason de Arriance | Détails | Le statut officiel du blason reste à déterminer. |

## Pour approfondir